# Omri Šaron
Omri Šaron (hebrejsky: עמרי שרון) je izraelský politik a bývalý poslanec Knesetu za stranu Kadima. Je synem bývalého premiéra Ariela Šarona.

## Biografie
Narodil se 19. srpna 1964. Sloužil v izraelské armádě, kde dosáhl hodnosti majora (Rav Seren).

## Politická dráha
V izraelském parlamentu zasedl po volbách do Knesetu v roce 2003, ve kterých kandidoval za stranu Likud. Byl předsedou podvýboru pro komisaře budoucích generací, členem výboru House Committee, výboru pro zahraniční záležitosti a obranu, výboru petičního a výboru pro imigraci, absorpci a záležitosti diaspory. Angažoval se v otázkách životního prostředí. Během funkčního období opustil stranu Likud a přidal se k nově vzniklé formaci Kadima.
V lednu 2006 na mandát rezignoval a v Knesetu jej nahradil krátce do voleb David Mena. V té době byl Omri Šaron usvědčen z podvodu a korupce a odsouzen k nepodmíněnému trestu.